# Aidan Liu
Aidan Bardina Liu (* 1. Juli 2000 in Chicago, Illinois) ist ein US-amerikanisch-spanischer Fußballspieler.

## Karriere
Liu begann seine Karriere bei den Chicago Sockers. Zur Saison 2018/19 wechselte er nach Dänemark in die Jugend des HB Køge. Zur Saison 2019/20 schloss er sich der Jugend des Vejle BK an. Im Oktober 2020 wurde er an den Drittligisten FC Sydvest 05 Tønder verliehen. Für diesen kam er aber nie zum Einsatz. Im März 2021 kehrte er leihweise in seine Heimat zurück und wechselte zum Zweitligisten Indy Eleven. Für Indy gab er im September 2021 gegen Oklahoma City Energy sein Profidebüt in der USL Championship. Bis zum Ende der Saison 2021 kam er zu drei Einsätzen für Indy.
Im Februar 2022 wurde Liu ein drittes Mal verliehen, diesmal auf die Färöer an B68 Toftir. Für B68 kam er in der Saison 2022 zu 25 Einsätzen in der Betrideildin. Im Januar 2023 wurde er von den Färingern anschließend fest verpflichtet. Nach weiteren 14 Einsätzen in der Saison 2023 wechselte Liu im Juli 2023 nach Deutschland zum Regionalligisten FC Viktoria 1889 Berlin. Für die Viktoria absolvierte er in eineinhalb Jahren 46 Spiele in der Regionalliga Nordost.
Im Januar 2025 wechselte der Verteidiger nach Kroatien zum Erstligisten HNK Šibenik. Für Šibenik spielte er bis zum Ende der Saison 2024/25 zweimal in der 1. HNL, aus der das Team aber abstieg. Daraufhin zog Liu zur Saison 2025/26 weiter zum österreichischen Zweitligisten SK Austria Klagenfurt.